# ジャパンカップサイクルロードレース2010
ジャパンカップサイクルロードレース2010は、ジャパンカップサイクルロードレースの19回目のレース。2010年10月23日、24日の両日開催された。

## ジャパンカップクリテウム初開催
当年は初の試みとして、ジャパンカップ（男子エリート）の前日にあたる10月23日に、宇都宮市中心部、宇都宮二荒山神社前をスタート・ゴールとして、大通り（県道宇都宮那須烏山線）の本町交差点から上河原交差点間の上下車線を封鎖して設けられた1周1.55kmの特設クリテリウムコースによる「ジャパンカップクリテリウム」が行われた。こちらには男子エリートに出場する14チームに加え、特別招待選手のオスカル・プジョル（サーヴェロ・テストチーム）・別府史之（チーム・レディオシャック）と村上義弘・渡邉一成・脇本雄太の3競輪選手から成る「サーヴェロ・レディオシャック・ケイリンスペシャルチーム」が特別参加した。

## 結果

### ジャパンカップ
- 10月24日（日）宇都宮市森林公園 151.3km  UCIアジアツアー1.HC[2]

| 順位 | 選手名                     | 国籍           | チーム                               | 時間          |
| ---- | -------------------------- | -------------- | ------------------------------------ | ------------- |
| 1    | ダニエル・マーティン       | アイルランド   | ガーミン・トランジションズ           | 4時間02分28秒 |
| 2    | ピーター・マクドナルド     | オーストラリア | ドラパック・ポルシェ・サイクリング   | +57秒         |
| 3    | 畑中勇介                   | 日本           | シマノレーシング                     | 同            |
| 4    | 西谷泰治                   | 日本           | 愛三工業レーシングチーム             | 同            |
| 5    | 鈴木真理                   | 日本           | シマノレーシング                     | 同            |
| 6    | 宮澤崇史                   | 日本           | チームNIPPO                          | 同            |
| 7    | ヨハネス・フレーリンガー   | ドイツ         | チーム・ミルラム                     | 同            |
| 8    | アンダース・ルンド         | デンマーク     | チーム・サクソバンク                 | 同            |
| 9    | 新城幸也                   | 日本           | Bbox ブイグテレコム                  | 同            |
| 10   | ルカ・マッツァンティ       | イタリア       | チーム・カチューシャ                 | 同            |
| 11   | トーマス・ピーターソン     | アメリカ合衆国 | ガーミン・トランジションズ           | +1分01秒      |
| 12   | 福島晋一                   | 日本           | クムサン・ジンセン・アジア           | 同            |
| 13   | 品川真寛                   | 日本           | 愛三工業レーシングチーム             | +1分03秒      |
| 14   | 佐野淳哉                   | 日本           | チームNIPPO                          | +1分10秒      |
| 15   | 伊丹健治                   | 日本           | チームブリヂストン・アンカー         | +1分56秒      |
| 16   | 土井雪広                   | 日本           | 日本ナショナルチーム                 | +1分58秒      |
| 17   | ティモシー・ダガン         | アメリカ合衆国 | ガーミン・トランジションズ           | +2分00秒      |
| 18   | 井上和郎                   | 日本           | チームNIPPO                          | +2分15秒      |
| 19   | ユーレ・ゴルチェル         | スロベニア     | デ・ローザ＝スタック・プラスティック | +2分20秒      |
| 20   | クリスティアーノ・サレルノ | イタリア       | デ・ローザ＝スタック・プラスティック | +2分24秒      |

その他の賞
- 山岳賞
  - 3周目 - トーマス・パルマー（ オーストラリア、ドラパック・ポルシェ・サイクリング）
  - 6周目 - トーマス・パルマー（ オーストラリア、ドラパック・ポルシェ・サイクリング）
  - 9周目 - ダニエル・マーティン（ アイルランド、ガーミン・トランジションズ）

- アジア最優秀選手賞 - 畑中勇介（ 日本、シマノレーシング）
- U23最優秀選手賞 - 伊丹健治（ 日本、チームブリヂストン・アンカー）

### ジャパンカップクリテリウム
- 10月23日（土） 宇都宮市内 1.55km×23周（パレード3周+20周）[3]

| 順位 | 選手名                     | 国籍           | チーム                               | 時間     |
| ---- | -------------------------- | -------------- | ------------------------------------ | -------- |
| 1    | トーマス・パルマー         | オーストラリア | ドラパック・ポルシェ・サイクリング   | 42分20秒 |
| 2    | デニス・ガリムジャノフ     | ロシア         | チーム・カチューシャ                 | 同       |
| 3    | グスタフ・ラーション       | スウェーデン   | チーム・サクソバンク                 | 同       |
| 4    | ロビー・マキュアン         | オーストラリア | チーム・カチューシャ                 | +02秒    |
| 5    | アンドレ・ステーンセン     | デンマーク     | チーム・サクソバンク                 | 同       |
| 6    | クラウディオ・クチノッタ   | イタリア       | デ・ローザ＝スタック・プラスティック | 同       |
| 7    | 宮澤崇史                   | 日本           | チームNIPPO                          | 同       |
| 8    | プーチョン・サイウドンシン | タイ           | クムサン・ジンセン・アジア           | 同       |
| 9    | 辻善光                     | 日本           | 宇都宮ブリッツェン                   | 同       |
| 10   | デヴィッド・ベル           | オーストラリア | ドラパック・ポルシェ・サイクリング   | 同       |

その他の賞
- スプリント賞
  - 5周目 - ジョゼフ・ルイス（ オーストラリア、ドラパック・ポルシェ・サイクリング）
  - 10周目 - ヨナス・ヨルゲンセン（ デンマーク、チーム・サクソバンク）
  - 15周目 - 別府史之（ 日本、サーヴェロ・レディオシャック・ケイリンスペシャルチーム/チーム・レディオシャック）

### その他のレース
- オープン男子 優勝[4] - 小段亮（ 日本、パールイズミ・スミタ・ラバネロ）2時間09分28秒
- オープン女子 優勝[5] - 西加南子（ 日本、LUMINARIA） 1時間18分45秒
- チャレンジレース[6]
  - 1組優勝 - 本柳隆志
  - 2組優勝 - 畠山和也